# Cidaria arearuptata
Cidaria arearuptata är en fjärilsart som beskrevs av Sitowski 1910. Cidaria arearuptata ingår i släktet Cidaria och familjen mätare. Inga underarter finns listade i Catalogue of Life.